# Lycée de Tapiola
Le lycée de Tapiola (finnois : Tapiolan lukio) est un lycée situé dans le quartier de Tapiola à Espoo en Finlande.

## Présentation
Le lycée Tapiola est un établissement avec près d'un millier d'élèves située à côté du centre culturel et de la piscine de Tapiola.
Le collège et le lycée, fonctionne dans le même bâtiment.
L'autorisation d'établissement de l'école est obtenue le 19 avril 1958.
Le complexe scolaire a été achevé en 1961.
Le bâtiment a été conçu par l'architecte Jorma Järvi.
Le collège et le lycée sont connus pour leur filière musicale,.

## Histoire
L'école mixte de Tapiola a ouvert au cours de l'année scolaire 1956-1957 en tant que branche de la nouvelle école mixte d'Helsinki.
Tapiola Yhteikoulu Oy, Tapiola Koulukiinteistö Oy et Tapiola Oppikoulun Tuki ry ont été fondées pour planifier et mettre en œuvre l'indépendance de l'école.
L'école est devenue indépendante à l'automne 1958.
La construction de l'école mixte a commencé en 1958 et le nouveau bâtiment basé sur les plans de Jorma Järvi a été achevé en 1961.
Les premiers lycéens de l'école ont obtenu leur diplôme au printemps 1963, lorsque le nombre d'étudiants était passé à plus de 770 étudiants.
L'école mixte de Tapiola a été municipalisée en 1977, et elle a été divisée en école de Tapiola et lycée de Tapiola.
Le bâtiment de l'école a été agrandi et rénové en 1986-1988.
La filière musicale du lycée de Tapiola a été approuvé en 1986.
En 2011, le collège de l'école de Tapiola a eméménagé dans des locaux à l'adresse Miestenstie 2, Otaniemi.
Le lycée, quant à lui, a fonctionné entre 2011 et 2016 en raison de rénovations dans des locaux temporaires à Kilo à Kutojantie 2 D.
La rénovation du bâtiment a été achevée en juin 2016.

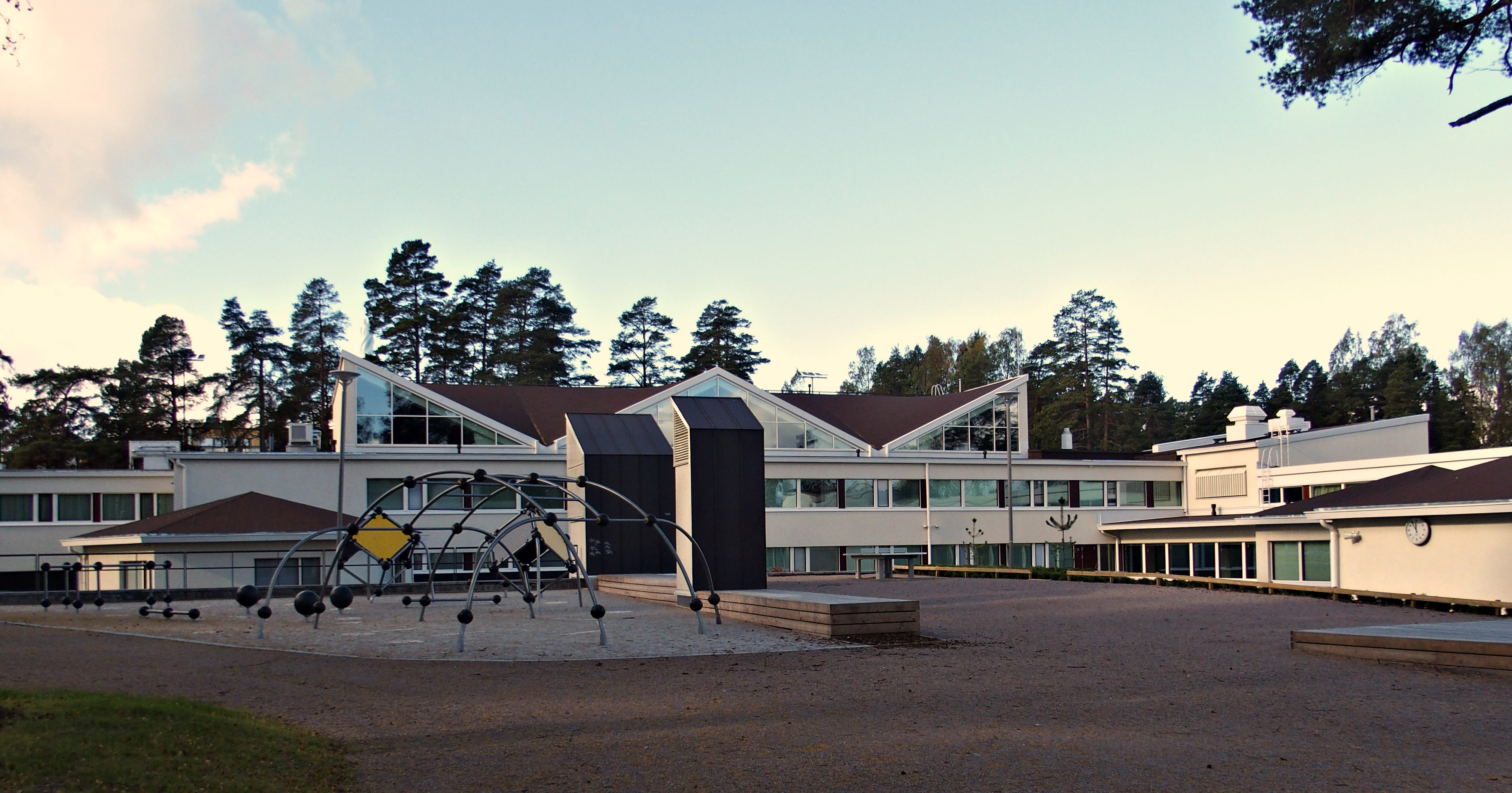
Le lycée de Tapiola en 2016.

## Classement du lycée Tapiola
Le lycée de Tapiola s'est classé 194e au printemps 2013 et 235e au printemps 2014 dans le classement des lycées de STT. Au printemps 2020, le lycée Tapiola s'est classé 7e dans la comparaison nationale des lycées de STT.

### Moyennes
| Année     | Filière générale Seuil KA | Filière musicale Seuil | Réf.  |
| --------- | ------------------------- | ---------------------- | ----- |
| 2010      | 8,17                      | 15,65                  | [ 6 ] |
| 2011      | 8,33                      | 15,28                  | [ 6 ] |
| 2012      | 8,67                      | 15,93                  | [ 6 ] |
| 2013      | 8,50                      | 16,17                  | [ 6 ] |
| 2014      | 8,58                      | 15,74                  | [ 7 ] |
| 2015      | 8,75                      | 15,90                  | [ 8 ] |
| 2016      | 9,08                      | 16,47                  | [ 9 ] |
| 2017      | 9,00                      | 16,78                  |       |
| 2018      | 9,17                      | 15,92                  |       |
| 2019      | 8,92                      | 16,83                  |       |
| 2020      | 8,17                      | 16,67                  |       |
| Sources,: |                           |                        |       |

## Anciens élèves célèbres
- Susan Aho (fi)[11]
- Aki Hakala (fi)[11]
- Vuokko Hovatta (fi)[11]
- Meri-Tuuli Elorinne (fi)[11]
- Johanna Salomaa[11]
- Olli Kortekangas (fi)[12]
- Jaska Lukkarinen (fi)[11]
- Jone Nikula (fi)[13]
- Nopsajalka (fi)[11]
- Jukka Nylund (fi)[11]
- Marzi Nyman (fi)[11]
- Jukka Poika (fi)[11]
- Leo Vauhkonen (fi)[11]
- Jaska Raatikainen[11]
- Jarmo Saari (fi)[11]
- Jari Sarasvuo (fi)[13]
- Lenni-Kalle Taipale (fi)[11]
- Janne Wirman[11]